# Desperados 2: Cooper's Revenge
Desperados 2: Cooper's Revenge (letteralmente "Desperados 2: La vendetta di Cooper"), è un videogioco stealth sviluppato da Spellbound Entertainment AG e pubblicato nel 2006. È il seguito di Desperados: Wanted Dead or Alive.
Nel gioco si aggiunge un nuovo personaggio di nome Hawkeye, ma non è più presente il personaggio Mia. L'azione del gioco si basa su quella del predecessore, ma all'interno di un ambiente 3D. Le ambientazioni comprendono: canyon deserti, villaggi indiani, forti e cittadine tipiche del vecchio West.
Vi è poi un altro titolo, Helldorado: Conspiracy, che rappresenta la seconda parte di Desperados 2.

## Trama
L'intro del gioco mostra Ross Cooper, ranger, nonché fratello del protagonista John Cooper, indagare a Santa Fe su qualcosa che ha a che fare con gli indiani. Addentrandosi all'interno di un fienile, il ranger si accorge che ci sono dei banditi ad aspettarlo. Ross prova a difendersi, ma viene ferito da un colpo di fucile. Poco prima di perdere i sensi, due banditi si avvicinano a lui e uno di loro esclama "Tanti saluti da Angel Face".
Anni dopo lo smascheramento di El Diablo, John Cooper si trova a Santa Fe, insieme a Kate, alla ricerca di un criminale, Dillon, su cui è stata messa una sostanziosa taglia. Casualmente, i colpi di pistola sparati proprio da John contro delle lattine con lo scopo di vincere un po' di cipria per Kate, fanno uscire allo scoperto Dillon, che si trova al piano superiore del The Golden Coin Saloon. Dillon, furioso, urla di aver bisogno di silenzio, quindi ordina a un suo scagnozzo di far calare il silenzio anche all'interno del Saloon e questi, con un colpo di pistola, fa fuggire tutti i civili presenti. A John e Kate non resta che infiltrarsi dentro il Saloon e, attraverso le loro abilità, mettere fuori combattimento gli scagnozzi di Dillon per poi catturare quest'ultimo. Portato Dillon in prigione e ricevuta la taglia in cambio della cattura, John viene a sapere che suo fratello, Ross, si trova in città. Gli viene indicato il fienile (lo stesso dell'intro) come ultimo posto in cui è stato visto il ranger. Allontanatisi dalla prigione, John e Kate incontrano Doc McCoy, loro amico e compagno durante la caccia a El Diablo anni prima. Doc decide di seguirli e aiutarli a raggiungere il fienile che pullula di banditi. L'aiuto di Doc è fondamentale, perché attraverso l'utilizzo delle sue fiale di gas recuperate in un capanno lì vicino, riesce in poco tempo a mettere al tappeto tutti i banditi che sorvegliano il fienile. Raggiunto l'interno del fienile, i tre trovano Ross appeso e in fin di vita. Le sue ultime parole, rivolte a John, sono "Angel Face, Indiani..." . In preda alla rabbia e alla voglia di vendetta, John ordina a Doc di trovare Sam e Sanchez, è il momento di riunire la banda e vendicare Ross Cooper.